# Caïstre
|  | Aquest article tracta sobre un personatge mitològic. Si cercau el riu, vegeu Riu Caïstre. |

En la mitologia grega, Caïstre (en grec antic: Κάϋστρος) va ser una divinitat fluvial associada al riu Caïstre, un riu de Lídia (Àsia Menor).
Segons Hesíode, era fill d'Oceà i Tetis i, per tant, germà de les Oceànides. Altres tradicions diuen que és fill d'Aquil·les i de l'amazona Pentesilea. Un fill seu va ser Efes, fundador de la ciutat homònima. També és considerat pare de Semíramis, que l'hauria tingut amb Dèrceto, una deessa-peix. També és esmentat per Homer a la Ilíada.